# Mercedonius
Mercedonius (także Intercalaris) – dodatkowy, trzynasty miesiąc w republikańskim kalendarzu rzymskim.
Tradycja przypisywała wprowadzenie mercedoniusa do kalendarza Tarkwiniuszowi Starszemu, jednak pierwsze wzmianki o wstawianiu dodatkowego miesiąca pochodzą dopiero z czasów kolegium decemvirów.
Mercedonius liczył 22 dni i umieszczany był pomiędzy 23 i 24 lutego.
Początkowo mercedonius dodawany był w cyklu 4-letnim co dwa lata. Uzyskane w ten sposób lata przestępne liczyły kolejno 377 i 378 dni. Za dodawanie mercedoniusa odpowiedzialny był Pontifex Maximus.
Na mocy reformy konsula Maniusza Acyliusza Glabriona z 191 p.n.e. zniesiony został obowiązujący dotąd cykl 4-letni, zaś Pontifex Maximus mógł dowolnie wstawiać dodatkowy miesiąc do kalendarza. Zarządzenie to bardzo szybko wywołało chaos w kalendarzu. Wielokrotnie mercedonius był wstawiany kilka lat z rzędu bądź przeciwnie – przez kilka lat w ogóle nie wstawiany do kalendarza. Od roku 59 p.n.e. do 46 p.n.e. mercedonius nie został ani razu umieszczony w kalendarzu.
Wraz z wprowadzeniem kalendarza juliańskiego w 46 p.n.e. mercedonius został zlikwidowany.